# Cirkus (jeu de rôle)
Pour les articles homonymes, voir Cirkus.
Cirkus (typographié Cyяkus sur la couverture) est un jeu de rôle d'espionnage français créé par Jean-Laurent Del Socorro et publié en 2005 par Extraordinary Worlds Studio (EWS) sous licence ludique libre. Il utilise le système de jeu EW-System et fait partie de la gamme EW-Universe.

## Le cadre
L'univers de Cirkus est un univers fictif d'espionnage se déroulant dans le monde contemporain. Il met en scène deux organisations concurrentes : Cirkus et Symphonia. Les joueurs peuvent incarner des agents de l'une ou l'autre des organisations. Les deux organisations masquent leurs activités par des représentations artistiques, ce qui permet à leurs agents de voyager partout dans le monde sans éveiller de soupçon.

### Cirkus
Cirkus est une organisation internationale qui n'est rattachée à aucun État, et dont le financement est occulte ; personne en connaît sa date de création, mais on suppose qu'elle a une demi-douzaine d'années en 2005. Elle est composée de cirques et de compagnies qui sont des couvertures, les agents passant pour des artistes.
Un des principes fondamentaux de Cirkus est le refus de l'utilisation de la violence dans les missions. Elle agit comme une sorte de police parallèle, de détectives privés, qui mène l'enquête et dévoile les mystères, mais laisse aux autorités nationales le soin d'appliquer la justice.
Elle dispose de nombreux appuis dans des organisations internationales comme la Commission de Bruxelles, L'Unesco et Interpol, mais aussi dans la communauté du logiciel libre.

### Symphonia
Symphonia a été créé en 1992 après la fin de l'Orchestre noir, un régime de lutte anti-terroriste mis en place par l'État italien pour faire face à la vague d'attentats qui a débuté en 1969. Des membres influents de L'Orchestre noir, frustré de la perte de leur pouvoir, décident de monter une organisation criminelle louant ses services aux plus offrants, mercenaire d'autres organisations criminelle. 
Les agents agissent sous la couverture de musiciens, que ce soient des formations classiques, jazz, rock, métal et même des boys bands.

## Parutions
- Tous en piste (mars 2005) : règles avec un écran, description du monde, deux scénarios (un pour les agents de Cirkus, un pour les agents de Symphonia)